# Luzker Kongress

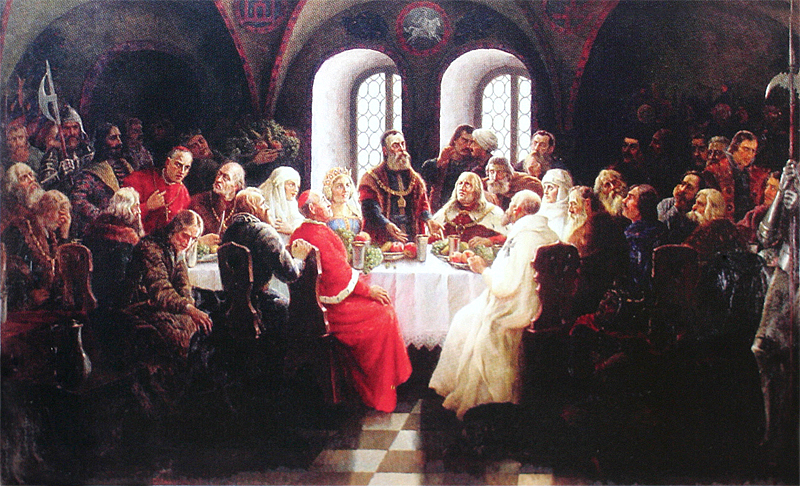
Kongress der europäischen Monarchen zu Luzk

Der Kongress der europäischen Monarchen in Luzk (auch Luzker Fürstenkongress genannt) war ein 1429 in der Stadt Luzk stattfindendes Treffen weltlicher und geistlicher Würdenträger aus Nord-, Süd-, Mittel- und Osteuropa zur Klärung politischer und wirtschaftlicher Fragen sowie mit dem Ziel, eine gemeinsame Front gegen die Expansion des Osmanischen Reiches zu erwirken.

## Hintergrund

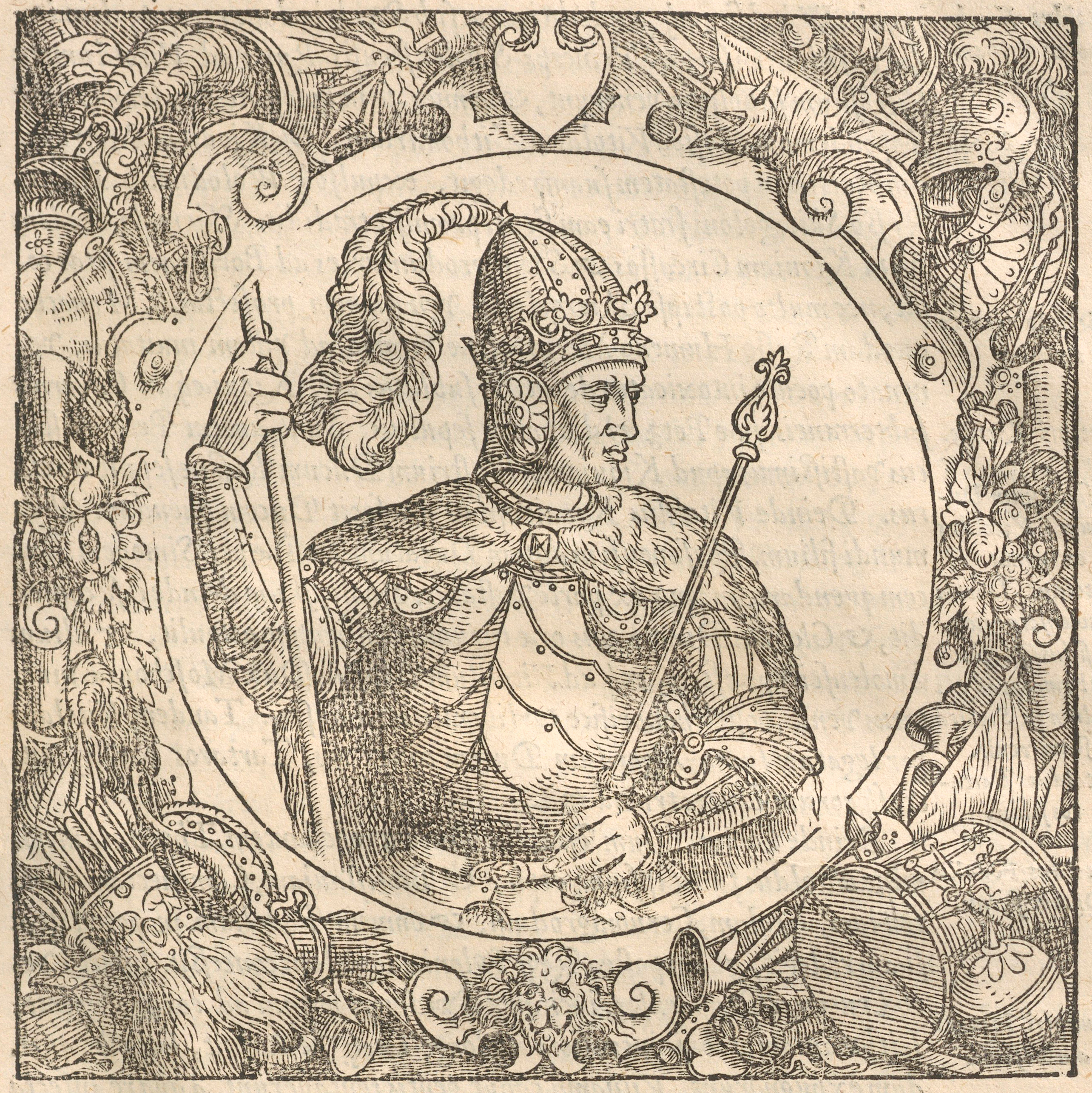
Vytautas, Großfürst von Litauen

In der Union von Krewo, 1385, war das politische Verhältnis zwischen Litauen und Polen geregelt, was den litauischen Fürsten Vytautas, der der Suzeränität seines Vetters und polnischen Königs Jogaila unterstand, an der Erweiterung seiner Rechte und der Erzielung der Unabhängigkeit behinderte. Der königlich-polnische Rat beobachtete argwöhnisch die Handlungen des litauischen Großfürsten hinsichtlich seiner Auslandsbeziehungen. Im Jahr 1392 wurde Vytautas zum Großfürsten von Litauen erhoben, wobei er von Anbeginn Fremdeinflüsse beseitigen wollte und ein souveränes Fürstentum anstrebte. Sigismund von Luxemburg, König von Ungarn, Deutschland und Böhmen, ermunterte Vytautas zu einer Königskrönung. Sigismund strebte einen Keil zwischen Litauen und Polen zu setzen, damit das Königreich Polen keinen Einfluss mehr auf dieses habe. Sigismund verfolgte auch andere Interessen und strebte eine Allianz mit den Litauern gegen Polen an. Die Frage der Königskrönung von Vytautas und der Gründung eines litauisch-ruthenischen Königreichs sollte während dieses Kongresses besprochen werden. Vytautas bestimmte Luzk zum Veranstaltungsort, wo 1429 die europäischen Monarchen eigene und gemeinsame Probleme erörterten.

## Der Kongress
Anfang Januar 1429 kamen die Gäste in der Stadt an, 15.000 Personen, mehr als die Einwohnerzahl. Zu ihrer Verfügung standen Höfe und Häuser in Luzk und Umgebung. Hunderte Fässer Wein und Bier, sowie Elch-, Bison-, Wildschwein-, Ochsen- und Schafherden waren vorbereitet. Das Besteck war aus Gold und Silber.

### Kongressbeteiligte und Repräsentanten

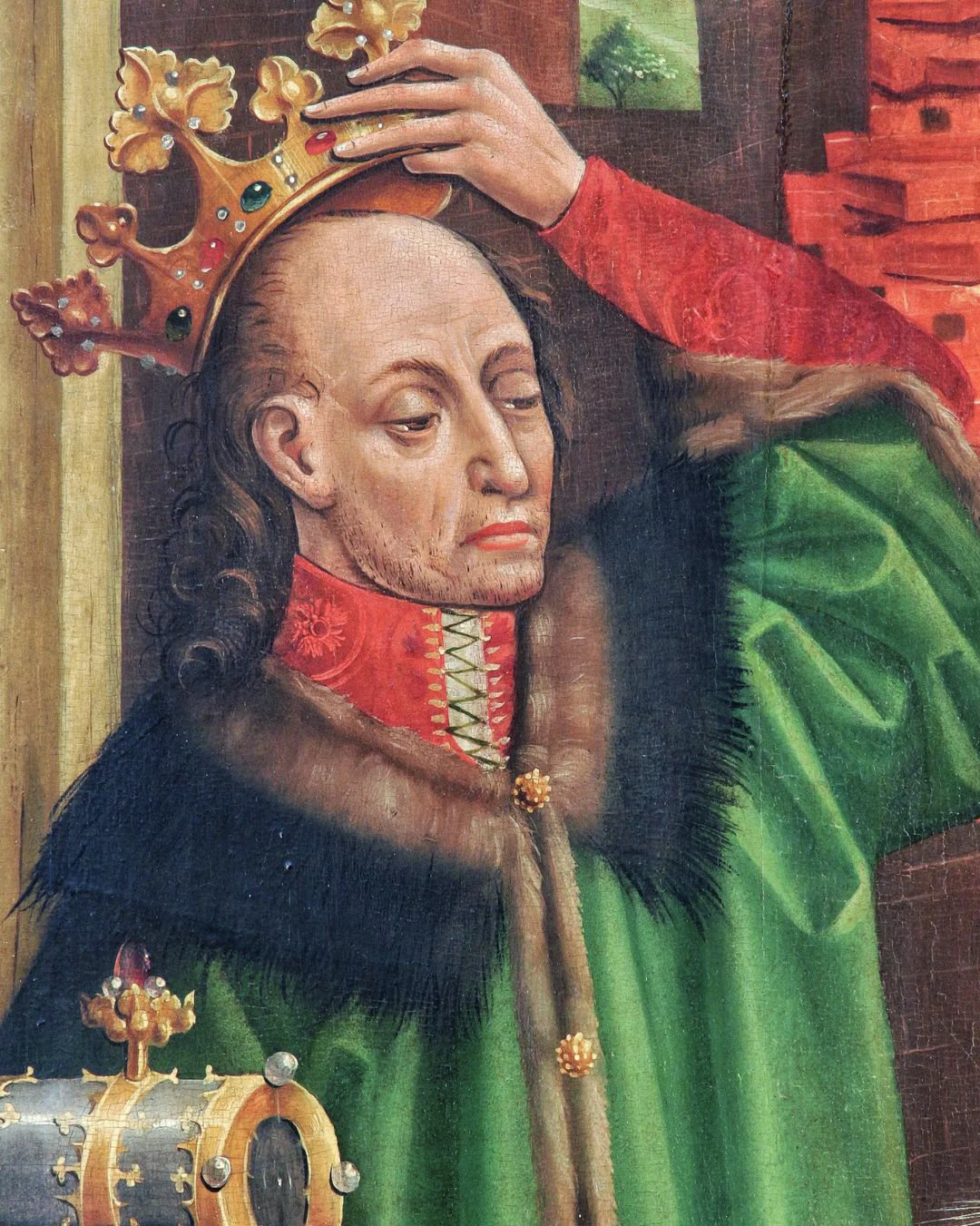
Władysław II. Jagiełło (Jogaila), König von Polen, Großfürst von Litauen

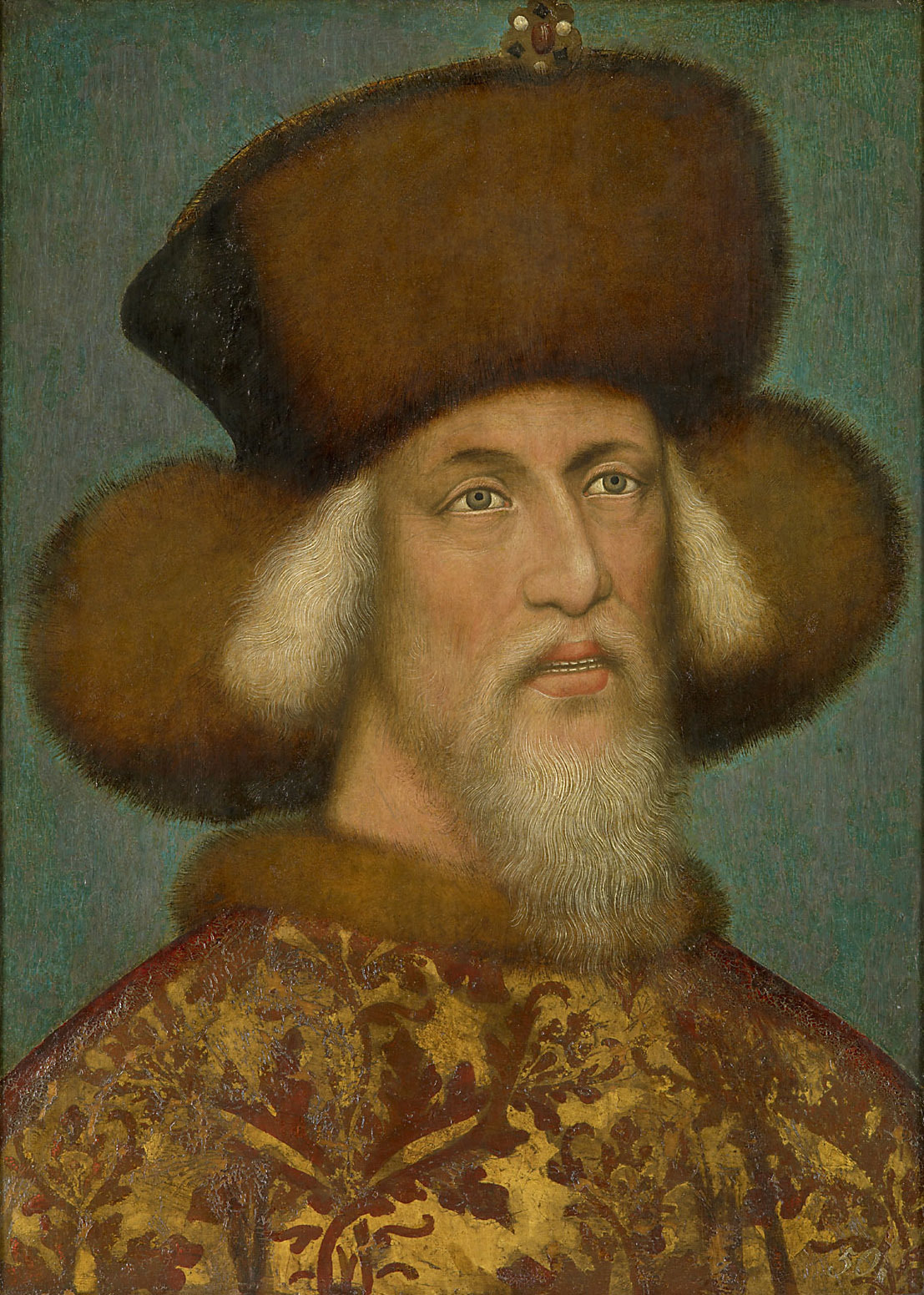
Sigismund von Luxemburg, römischer Kaiser, König von Deutschland, Böhmen, Ungarn und Kroatien

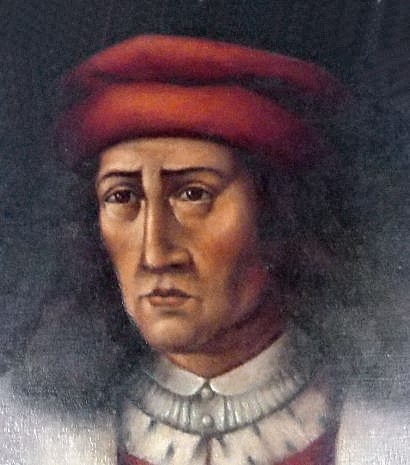
Erich von Pommern, König von Dänemark, Norwegen und Schweden, Herzog von Pommern

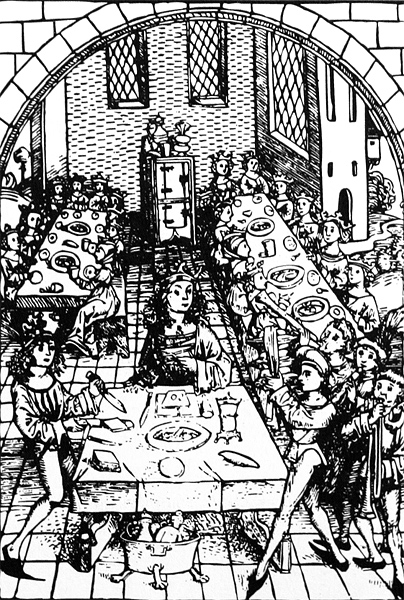
Königliche Mahlzeit

- Als Gastgeber trat Großfürst Vytautas zusammen mit seinen litauischen und ruthenischen Vasallen auf, darunter die Vertreter der Fürstenhäuser Holszański, Sanguszko, Czetwertyński, Czartoryski, Ostrogski, Drucki, Korecki, ebenso katholische, orthodoxe, armenische und jüdische Würdenträger.

Nach Luzk kamen Repräsentanten folgender Länder:
- Königreich Polen: König Władysław II. Jagiełło (Jogaila) mit seiner Gattin Sophie Holszańska, Zbigniew Oleśnicki (Kardinal und Bischof von Krakau), Jan Tarnowski (königlicher Marschall und Wojewode), Wojciech Jastrzębiec (Kronkanzler und Primas von Polen), sowie viele andere Vertreter des polnischen Hochadels
- Königreich Deutschland, Königreich Ungarn, Königreich Böhmen, Königreich Kroatien: Kaiser und König Sigismund von Luxemburg mit seiner Ehegattin Barbara von Cilli und seinen Vasallen, die Vertreter des deutschen, böhmischen, ungarischen und kroatischen Hochadels
- Königreich Dänemark, Königreich Norwegen und Königreich Schweden: König Erich von Pommern.
- Deutschordensstaat in Livland: Landmeister des Livländischen Ordens mit seinen Rittern
- Deutschordensstaat in Preußen: Hochmeister Paul von Rusdorf mit seinen Rittern
- Kirchenstaat: Papst Martin V. entsandte seinen Boten, den Dominikaner Andreas
- Byzantinisches Reich: Vertreter des Kaisers Johannes VIII.
- Großfürstentum Moskau: Großfürst Wassili II.
- Metropoliten von Kiew: Photios.
- Fürstentum Rjasan: Fürst Iwan Fjodorowitsch
- Fürstentum Twer: Fürst Boris Alexandrowitsch
- Khane der Perekop-, Don- und Wolga-Horden

Als erste traf in Luzk die polnische Delegation ein. Der deutsche König Sigismund verspätete sich, kam zwischen dem 20. und 30. Januar an und wurde besonders pompös empfangen. Die Gastgeber fuhren ihm weit über die Stadtgrenzen entgegen – Vytautas und Jogaila an der Spitze – mit Vertretern der russischen, lateinischen, armenischen, jüdischen, karäischen Gemeinden. Die Gäste feierten und unterhielten sich solange, bis die diplomatischen Verhandlungen anfingen. Täglich verbrauchte man 700 Fässer mit Honig, Wein, Malvasier und anderen Getränken, 700 Ochsen, 1400 Schafe, Hunderte von Elchen, Wildschweine und andere Gerichte. In den Pausen zwischen den Diskussionen verbrachten die Gäste die Zeit mit verschiedenen Vergnügungen, Ritterturnieren oder Jagd. Der angebliche Hofnarr Genne unterhielt die Gäste bei Vytautas Hof, war aber, wie sich aber später herausstellte, ein verkappter Spion Sigismunds. Die diplomatische Sitzung erfolgte im Fürstengemach im oberen Teil der Burg von Luzk.

### Probleme die auf dem Kongress gelöst werden sollten
- Moldau-Frage: Ungarn und Polen erhoben Anspruch auf das Fürstentum Moldau. Im Kampf gegen die Türken sollte Moldau nach dem Vertrag von 1412 auf die Seite Sigismunds treten, verletzte aber seine Verpflichtungen, worauf Sigismund die Teilung des Landes zwischen Polen und Ungarn empfahl.
- Krönung Vytautas’: Um die Aufmerksamkeit Vytautas auf das Königreich Böhmen zu lenken und Polen zu schwächen, besprach Sigismund lange Zeit mit Vytautas dessen Status als zukünftigen König von Litauen. Vytautas wollte das Gleiche, aber die Polen waren Gegner eines „Königreichs Litauen“. Diese meinten, dass die Litauer kein Recht hätten, die Verpflichtungen aus der Union von Krewo zu vernachlässigen. Somit verschob man die Krönung auf den nächsten Kongress in Vilnius.
- Gründung einer antitürkischen Koalition: Die Monarchen, deren Interessen am Balkan bzw. den Donaugebieten lagen, fürchteten die Bedrohungen durch die osmanischen Türken. Obwohl die Beziehungen zwischen dem Osmanischen Reich und dem Byzantinischen Reich angespannt waren, ließen der Venezianische Türkenkrieg 1423–1430 und die Belagerung von Konstantinopel 1422 keine Hoffnungen auf eine friedliche Koexistenz. Der ungarische und deutsche König machte Litauen und Polen den Vorschlag zur Schaffung einer antitürkischen Koalition. Polen zog sich zunächst zurück, stimmte aber nach dem Beitritt anderer Länder zu.
- Hansefrage: Der nordische König Erik VII. hatte besonderes Interesse an der Regelung der Beziehungen zu den deutschen Hansestädten, weil der Kampf des Königreichs Dänemark gegen diese das dänische Staatswesen wirtschaftlich schwächte.
- Religionsfragen: Im Kongress wurde die Frage der Vereinbarung der katholischen und orthodoxen Kirche gestellt. Vytautas wollte in seinem Fürstentum eine unabhängige Kirche haben. Außerdem unterstützten der deutsche König und der Botschafter des Papsts eine Union. Die Geistlichen wollten aber nicht an dieser Diskussion teilnehmen, deswegen gab es keine Ergebnisse. Man besprach die Spaltung der katholischen Kirche und die Aktivitäten der Hussiten in Böhmen.
- Handelsregeln: Es wurden die Steuern und die Schifffahrt im Ostseeraum besprochen.

Die wichtigste Frage, die Krönung Vytautas’, auf deren erfolgreichen Bescheid besonders Sigismund und Vytautas warteten, wurde von den Polen abgebrochen und die polnische Delegation verließ die Stadt. Vytautas’ Krönung war für den August des nächsten Jahres geplant. Wegen des polnischen Widerstandes wurde die Veranstaltung wiederum auf den September 1430 verschoben. Die Krönungsakten wurden in Sigismunds Kanzlei vorbereitet. Litauen wurde zum Ewigen Königreich ausgerufen. Die Polen aber verhinderten den Transport der Krone nach Litauen, sodass die feierliche Krönung nicht stattfand.